# Cherie Gil
Evangeline Rose Gil Eigenmann, née le 12 mai 1963 à Manille aux Philippines et morte le 5 août 2022 à New York aux États-Unis, connue professionnellement sous le nom de Cherie Gil, est une actrice philippine. Sa carrière s'étale sur près de 50 ans. Elle est surnommée « La Primera Contravida » (La première méchante) pour ses prouesses d'actrice dans des rôles de « méchantes » au cinéma, à la télévision et au théatre,,,.
Gil est lauréate du prix FAMAS, récipiendaire du Ani ng Dangal (en) décerné par la Commission nationale pour la Culture et les Arts et membre du Hall of Fame du Metro Manila Film Festival dans la catégorie meilleure actrice dans un second rôle. En 2015, elle remporte le trophée de la meilleure actrice aux ASEAN International Film Awards. La même année, elle remporte également le prix de la meilleure actrice principale dans un film en langue étrangère au Festival international du film de Madrid (es) 2015.

## Biographie
Cherie Gil est née le 12 mai 1963 sous le nom d'Evangeline Rose Gil Eigenmann dans une famille d'acteurs. Ses parents sont Eddie Mesa (en) et Rosemarie Gil (en). Elle a deux frères, Michael de Mesa (en) et Mark Gil (en) (1961-2014), tous deux acteurs  et une demi-sœur, Elaine Eigenmann.
Elle commence sa carrière en tant qu'enfant actrice à l'âge de 9 ans et est surtout connue pour son rôle de Lavinia Arguelles dans Bituing Walang Ningning (en) (1985) où elle prononce la phrase emblématique « Vous n'êtes qu'une imitatrice laborieuse de seconde zone ! » à Dorina Pineda, le personnage interprêté par Sharon Cuneta.

## Mort
En octobre 2021, Gil est diagnostiquée d'une forme rare de cancer de l'endomètre et elle ne rend pas public ces informations. Sa carrière se termine en février 2022 lorsqu'elle déménage aux États-Unis pour être avec ses enfants et donner la priorité à ses propres « états mentaux, émotionnels, [et] spirituels ». Elle se rase la tête pour symboliser sa propre « croissance personnelle ». Gil meurt le 5 août 2022 de son cancer à New York. Avant sa mort, elle recevait un traitement au Memorial Sloan Kettering Cancer Center à New York.